# Mathias Floeth
Mathias Floeth (* 8. April 1896 in Süchteln; † 10. November 1956 Hanau) war ein deutscher Verwaltungsbeamter und der erste von der US-amerikanischen Besatzungsmacht 1945 eingesetzte Landrat des Landkreises Hanau.

## Vorleben
Mathias Floeth schloss die Schule mit der Obersekundareife ab und begann seine berufliche Laufbahn in der Gemeindeverwaltung von Vorst. Im Ersten Weltkrieg war er von 1915 bis 1918 Soldat.

## Verwaltungslaufbahn
Anschließend war er von 1919 bis 1921 in der Stadtverwaltung von Süchteln, dann bis 1927 in der Verwaltung des Kreises Kempen tätig und legte 1922 und 1926 die beiden Verwaltungsprüfungen ab. Zum 21. Februar 1927 wechselte er als Verwaltungsdirektor zum Landkreis Hanau, wo er – seit 1933 unter Landrat Fritz Löser – bis zum 31. März 1944 tätig war. Zum 1. April 1944 wurde er nach Kassel abgeordnet, wo er nacheinander bei der Stadt, dem Landesernährungsamt und dem Regierungspräsidenten tätig war.
Die US-amerikanische Besatzungsmacht setzte am 28. März 1945 den NSDAP-Landrat Fritz Löser ab und Mathias Floeth am 6. April 1945 kommissarisch zum Landrat des Landkreises Hanau ein, bis er am 31. Mai 1945 durch Wilhelm Voller abgelöst wurde. Ab Anfang Juli 1945 wurde Floeth zur Kreissparkasse Hanau versetzt, was am 13. September 1945 durch eine Verfügung der Militärregierung beendet wurde, die ihm jede Beschäftigung im öffentlichen Dienst für die Zukunft verbot. Ab dem 1. August 1949 war er allerdings wieder als Beamter, jetzt im Rechnungsprüfungsamt der Hessischen Obersten Landesbehörde, tätig.

## Familie
Mathias Floeth und Maria, geb. Wetzel, heirateten am 3. Oktober 1931. Sie hatten sechs Kinder.